# 2016 FT59
2016 FT59, também escrito como 2016 FT59, é um objeto transnetuniano que está localizado no cinturão de Kuiper, uma região do Sistema Solar. O mesmo possui uma magnitude absoluta de 6,5 e tem um diâmetro estimado de 221 km. O astrônomo Mike Brown lista este objeto em sua página na internet como um candidato a possível planeta anão.

## Descoberta
2016 FT59 foi descoberto no dia 29 de março de 2016 pelo DECam.

## Órbita
A órbita de 2016 FT59 tem uma excentricidade de 0,313 e possui um semieixo maior de 44,259 UA. O seu periélio leva o mesmo a uma distância de 30,417 UA em relação ao Sol e seu afélio a 58,101 UA.